# Teatro Comunale (Florencia)
El Teatro Comunale (Teatro Municipal) de Florencia está situado en la calle Corso Italia y es el teatro más grande de esta ciudad. 
Fue fundado en 1862 como casa de comedias al aire libre (llamada Arena Fiorentina) en una zona próxima a las murallas de la ciudad, pero en la parte de fuera. Se transformó en teatro cubierto sobre un proyecto del arquitecto Telemaco Bonaiuti durante el periodo en qué Florencia fue capital de Italia (1865-1871) y tomó el nombre de Politeama fiorentino. Disponía en aquella época de una fachada en estilo neoclásico. Fue destruido en un incendio al año de su inauguración, y después dañado por un bombardeo en 1944 y gravemente deteriorado a raíz de la inundación de Florencia de 1966. El año 1966 fue reconstruido en la forma actual, sobre proyecto de Alessandro Giuntoli: una vasta platea y dos grandes galerías semicirculares de palcos, con un total de 2003 asientos. El complejo teatral incluye una sala de menores dimensiones, denominada Piccolo Teatro (Pequeño Teatro) que puede acoger hasta 600 espectadores. La denominación de Comunale (Municipal) data del año 1933.
Como centro del festival llamado Maggio Musicale Fiorentino (Mayo Musical Florentí), por su escenario han pasado los grandes nombres internacionales de la música, la ópera y el ballet: Vittorio Gui, Bruno Walter, Wilhelm Furtwängler, Dimitri Mitropoulos, Zubin Mehta, Herbert von Karajan, Álvaro Lozano,  Riccardo Muti, Maria Callas, Pietro Mascagni, Richard Strauss, Paul Hindemith, Béla Bartók, Ígor Stravinski, Luigi Dallapiccola, Luigi Nono, Karlheinz Stockhausen, Luciano Berio, etc. Entre los directores de escena hay que recordar a Max Reinhardt, Gustav Gründgens, Luchino Visconti, Franco Zeffirelli, Luca Ronconi, Bob Wilson, Giorgio de Chirico y Oskar Kokoschka.